# Naturschutzgebiet Remmestoth

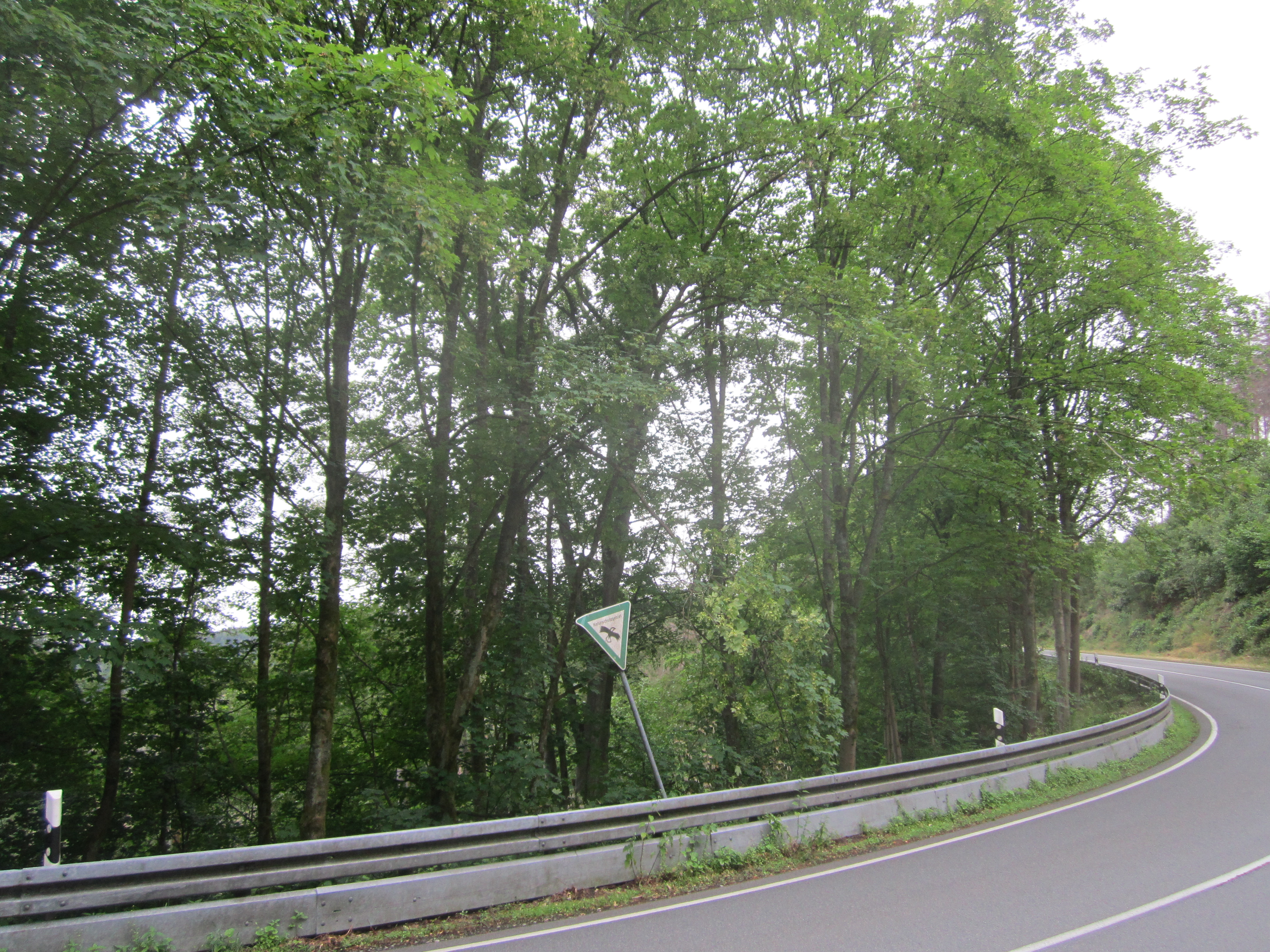
Naturschutzgebiet Remmestoth neben L 619

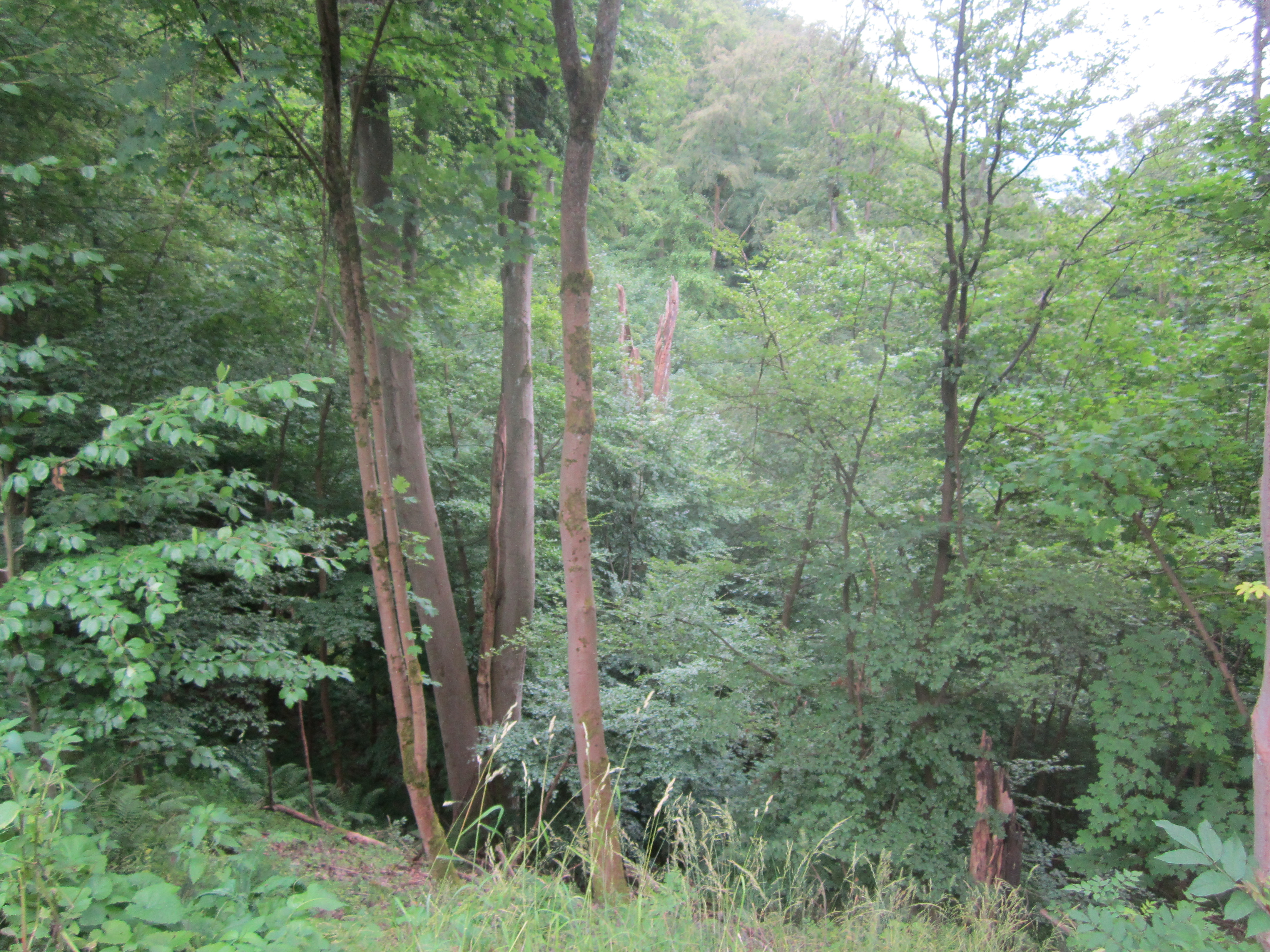
Blick ins Naturschutzgebiet

Das Naturschutzgebiet Remmestoth ist ein 1,3 ha großes Naturschutzgebiet (NSG) nordöstlich des Ortsteiles Leinschede der Stadt Plettenberg im Märkischen Kreis in Nordrhein-Westfalen. Das NSG wurde 1985 vom Kreistag des Märkischen Kreises mit dem Landschaftsplan Nr. 1 (Plettenberg-Herscheid-Neuenrade) ausgewiesen. Der Name war Naturschutzgebiet Schluchtwald „Remmestoth“ an der L 619 nordöstlich des Ortsteiles Leinschede, Stadt Plettenberg. Mit der 2. Änderung des Landschaftsplanes Nr. 1 (Plettenberg-Herscheid-Neuenrade) wurde das NSG 2012 erneut ausgewiesen und in Naturschutzgebiet Remmestoth umbenannt.

## Gebietsbeschreibung
Bei dem NSG handelt es sich um einen Rotbuchenwaldes auf einem Schluchtwaldstandort mit einem Bachlaufes. Im Buchen-Altholzbestand des oberen Hangteils befindet sich ein kleinflächiger Ahornmischwald. Der Buchenwald des Naturschutzgebietes ist überwiegend ein bodensaurer Hainsimsen-Buchenwald, der im Norden in einen Waldmeister-Buchenwald übergeht. Im Süden steht unmittelbar unterhalb der Landesstraße ein nordexponierter Ahorn-Schlucht- bzw. Hangschuttwald mit einem ausgedehnten Bestand des Ausdauerndes Silberblatts. Einige Alt-Bäume besitzen starkes Baumholz, lokal liegt Totholz. Der Schluchtwald besitzt mit den Herden des Silberblatts, dem Totholz und dem Starkholz kleinflächig ein wildes und uriges Waldbild. Der Wald-Biotopkomplex des Naturschutzgebietes Remmestoth ist ein naturnaher Refugialbiotop innerhalb des Lennegebirges zwischen Werdohl und Rönkhausen. 
Eine früher vorhandene Sickerquelle war Anfang der 2000er-Jahre bei einer Kartierung des Landesamtes für Natur, Umwelt und Verbraucherschutz Nordrhein-Westfalen (LANUV) nicht mehr aufzufinden. Da dieser Bereich kurz vor der Kartierung im Rahmen forstlicher Maßnahmen mit Holzvollernter, umgangssprachlich meist Harvester genannt, stark befahren worden.

## Flora im Schutzgebiet
Pflanzenarten im NSG nach Biotopkataster LANUV: Aronstab, Ausdauerndes Silberblatt, Berg-Ahorn, Echter Wurmfarn, Echtes Springkraut, Eichenfarn, Einblütiges Perlgras, Europäische Stechpalme, Fuchssches Greiskraut, Großes Hexenkraut, Rotbuche, Spring-Schaumkraut, Traubeneiche, Wald-Flattergras, Wald-Frauenfarn und Weißliche Hainsimse.

## Schutzzweck
Das Naturschutzgebiet wurde zur Erhaltung und Entwicklung eines Buchenwaldes auf Schluchtwaldstandort einschließlich eines Bachlaufes und einer Sickerquelle und  als Lebensraum seltener und gefährdeter Tier und Pflanzenarten ausgewiesen. Wie bei anderen Naturschutzgebieten in Deutschland wurde in der Schutzausweisung darauf hingewiesen, dass das Gebiet „wegen der landschaftlichen Schönheit und Einzigartigkeit“ zum Naturschutzgebiet wurde.
Unter Besondere Verbote wurde im Landschaftsplan aufgeführt „die bodenständigen Waldbereiche (Buchenwald) forstlich zu nutzen; ausgenommen bleibt die einzelstammweise Nutzung nach Maßgabe der Unteren Landschaftsbehörde“.
Das Fachinformationssystem des Landesamtes für Natur, Umwelt und Verbraucherschutz Nordrhein-Westfalen schreibt über das NSG: Der Erhalt naturnaher Wald-Lebensgemeinschaften hat in dem Naturraum einen hohen Stellenwert. Essentiell ist der Verzicht auf jede forstliche Nutzung des kleinen Schluchtwaldes.